# Grecja na Zimowych Igrzyskach Olimpijskich 1968
Grecję na Zimowych Igrzyskach Olimpijskich 1968 reprezentowało trzech zawodników (sami mężczyźni). Był to szósty start reprezentacji Grecji na zimowych igrzyskach olimpijskich.

## Skład kadry

### Biegi narciarskie
Mężczyźni
| Zawodnik            | Konkurencja   | czas               | Pozycja            |
| ------------------- | ------------- | ------------------ | ------------------ |
| Dimitrios Andreadis | Bieg na 15 km | 1:00:52,1          | 68.                |
| Dimitrios Andreadis | Bieg na 30 km | Nie ukończył biegu | Nie ukończył biegu |

### Narciarstwo alpejskie
Mężczyźni
| Zawodnik              | Konkurencja | Konkurencja | Konkurencja         | Konkurencja         | Konkurencja   | Konkurencja   | Konkurencja                       | Konkurencja                       | Konkurencja                       | Konkurencja                       |
| Zawodnik              | Zjazd       | Zjazd       | Slalom gigant       | Slalom gigant       | Slalom gigant | Slalom gigant | Slalom specjalny                  | Slalom specjalny                  | Slalom specjalny                  | Slalom specjalny                  |
| Zawodnik              | Czas        | Pozycja     | Czas 1-go przejazdu | Czas 2-go przejazdu | Czas          | Pozycje       | Czas 1-go przejazdu               | Czas 2-go przejazdu               | Czas łączny                       | Pozycja                           |
| --------------------- | ----------- | ----------- | ------------------- | ------------------- | ------------- | ------------- | --------------------------------- | --------------------------------- | --------------------------------- | --------------------------------- |
| Athanasios Tsimikalis | 2:36,93     | 70.         | 2:14,10             | 2:10,98             | 4:25,08       | 78.           | Nie ukończył pierwszego przejazdu | Nie ukończył pierwszego przejazdu | Nie ukończył pierwszego przejazdu | Nie ukończył pierwszego przejazdu |
| Dimitrios Pappos      | 2:44,10     | 72.         | 2:16,22             | 2:15,86             | 4:32,08       | 79.           | Odpadł w kwalifikacjach           | Odpadł w kwalifikacjach           | Odpadł w kwalifikacjach           | Odpadł w kwalifikacjach           |